# Lake Turkana
Lake Turkana, tidligere kendt som Lake Rudolf, er verdens største ørkensø. Søen er mere end 250 km lang, og det er længere end hele den kenyanske kyststrækning. Søen ligger i "the Great Rift Valley" i Kenya (dog skærer den nordligste ende af søen ind i Etiopien). Det er også verdens største alkaliske sø. Søen blev navngivet Lake Rudolf af Grev Samuel Teleki og Løjtnant Von Höhnel i 1888 og blev igen omdøbt til Lake Turkana i 1975. Den lokale befolkning ved søen består hovedsageligt af Gabbra-, Rendille- og Turkanastammerne.
Lake Turkana bliver almindeligvis også omtalt som Jadesøen.

## Verdensarvsområde
Turkanasøens Nationalparker blev sammen med Sibiloi Nationalpark på søens østlige bred,  i 1997 udpeget til  Verdensarvsområde under UNESCO.

## Vindenergi
Lake Turkana Wind Power (en) (LTWP) gruppen byggede i 2006 et 310 MW vind projekt for at udnytte de stærke vinde i regionen omkring søen. Projektet har installeret 365 vindmøller af modellen V52 850 kilowatts fra Vestas. Det er Afrika's største vindprojekt.

## Dæmninger
Gibe III dæmningen i Etiopien er under konstruktion og er kommet under stærk kritik fra lokale og internationale organisationer pga konsekvenser i forbindelse med reduktion af vandstanden af Lake Turkana.